# Hi-Rez Studios
Hi-Rez Studios é uma empresa americana de videogames. A empresa foi fundada em 2005, por Erez Goren e Todd Harris. Os jogos da Hi-Rez Studios incluem o atirador baseado em esquadrão Global Agenda, o aclamado pela crítica Tribes: Ascend, o MOBA Smite em terceira pessoa, o atirador de heróis Paladins e o atirador em terceira pessoa Rogue Company. Em 2012, a Hi-Rez Studios foi reconhecida como uma das 30 maiores desenvolvedoras de videogames pela Game Developer Magazine e pela Gamasutra. Hi-Rez são os atuais proprietários da licença Metaltech, incluindo Battledrome, Earthsiege, Starsiege, a série CyberStorm e a série Tribes. Com exceção de Battledrome e CyberStorm, os jogos foram lançados como freeware pela Hi-Rez em 30 de outubro de 2015.

## História
Erez Goren fundou a Hi-Rez Studios com Todd Harris em 2005. Eles contrataram desenvolvedores de jogos experientes de outros títulos de sucesso, incluindo City of Heroes, The Elder Scrolls IV: Oblivion e Call of Duty. A Hi-Rez Studios emprega mais de 450 pessoas em suas instalações de desenvolvimento no subúrbio de Alpharetta, Seattle e Brighton, no norte de Atlanta, no Reino Unido. Em agosto de 2018, a empresa se dividiu em quatro estúdios separados: Titan Forge (responsável pelo desenvolvimento de SMITE), Evil Mojo (responsável pelo desenvolvimento de Paladins), Heroic Leap (responsável pelo desenvolvimento de Realm Royale, este estúdio mais tarde se fundiu com Evil Mojo) e Alacrity Arthouse (responsável pelos Serviços de Arte Centralizados).
Em 2019, a Hi-Rez Studios anunciou a criação de um novo estúdio, Red Beard Games, com sede no escritório de Brighton. A equipe está atualmente trabalhando em Divine Knockout.

## Jogos desenvolvidos
| Título                          | Plataforma(s)                                                                               | Ano  | Notas                                          |
| ------------------------------- | ------------------------------------------------------------------------------------------- | ---- | ---------------------------------------------- |
| Global Agenda                   | Microsoft Windows                                                                           | 2010 | Servidores desligados em 2018                  |
| Tribes: Ascend                  | Microsoft Windows                                                                           | 2012 |                                                |
| Smite                           | Microsoft Windows, macOS, Xbox One, PlayStation 4, Nintendo Switch                          | 2014 |                                                |
| Jetpack Fighter                 | iOS, Android                                                                                | 2016 |                                                |
| Hand of the Gods: Smite Tactics | Microsoft Windows, Xbox One, PlayStation 4                                                  | 2018 | Servidores encerrados em 1º de janeiro de 2020 |
| Paladins Strike                 | iOS, Android                                                                                | 2018 | Servidores desligados no final de 2020         |
| Paladins                        | Microsoft Windows, macOS, Xbox One, PlayStation 4, Nintendo Switch                          | 2018 |                                                |
| Realm Royale                    | Microsoft Windows, PlayStation 4, Xbox One, Nintendo Switch                                 | 2018 |                                                |
| Rogue Company                   | Microsoft Windows, PlayStation 4, Xbox One, Nintendo Switch, Xbox Series X/S, PlayStation 5 | 2020 |                                                |

1. ↑  Ano do primeiro lançamento, o jogo pode ter sido lançado em outras plataformas posteriormente.

### Global Agenda
Global Agenda é um jogo online baseado em equipe. O jogo foi ao ar em 1 de fevereiro de 2010. Em abril de 2011, Global Agenda tornou-se o primeiro jogo free-to-play lançado na plataforma Steam, apresentando Elite e Free Agents e uma loja no jogo com Agenda Points.

### Tribes Universe
Tribes Universe foi um jogo de tiro multijogador desenvolvido pela Hi-Rez Studios baseado na série Tribes. O jogo, juntamente com a aquisição de propriedade intelectual Tribes da Hi-Rez Studios da InstantAction, foi anunciado pela primeira vez em 23 de outubro de 2010. Embora o teste alfa tenha começado no início de 2011, o desenvolvimento de Tribes Universe foi cancelado quando a Hi-Rez Studios decidiu começar a trabalhar em Tribes: Ascend.

### Tribes: Ascend
Tribes: Ascend é um jogo de tiro em primeira pessoa gratuito para vários jogadores e parte da franquia Tribes. Foi anunciado pela Hi-Rez Studios em 11 de março de 2011, no PAX East, e lançado em 12 de abril de 2012. Tribes: Ascend obteve um metascore de 86, e o PC Gamer o classificou em 8º em um artigo sobre os Melhores Atiradores de Todos os Tempos. Aspectos de jogos Tribos anteriores, como jetpacks e esqui são apresentados no jogo.
O representante da Hi-Rez Studios, Todd Harris, anunciou o abandono do jogo pela empresa em 12 de julho de 2013.

### Smite
Smite é um MOBA em terceira pessoa gratuito para jogar para Microsoft Windows, Xbox One, PlayStation 4, Nintendo Switch e OS X. Os jogadores assumem a aparência de divindades mitológicas de diferentes panteões e participam de combates na arena, usando poderes e táticas de equipe contra outras divindades controladas por jogadores e minions não controlados por jogadores. A Hi-Rez Studios anunciou Smite em 21 de abril de 2011, na PAX East, e iniciou seu período beta fechado em 31 de maio de 2012, para PC. Um beta aberto seguiu em 24 de janeiro de 2013. O processo beta produziu mais de 74 milhões de horas de jogo e uma grande comunidade competitiva. Ao longo da versão beta, a Hi-Rez Studios também organizou uma série de eventos LAN e online com prêmios em dinheiro. Smite foi lançado oficialmente na América do Norte e Europa Ocidental em 25 de março de 2014, para PC. Em 19 de agosto de 2015, a Hi-Rez Studios lançou a versão Xbox One, e em 31 de maio de 2016, a versão PlayStation 4 foi lançada. Em 19 de fevereiro de 2019, a versão do Nintendo Switch foi lançada.

### Paladins
Paladins é um jogo online gratuito para jogar em equipe. O jogador tem que escolher um campeão, cada um com habilidades únicas para lutar. Existem quatro tipos de grupos: Dano, Suporte, Flanco e Linha de Frente. A versão atual do sistema de cartões permite carregamentos pré-projetados que fornecem aumentos para várias habilidades e estatísticas, bem como “itens” que podem ser comprados por créditos. Para obter créditos o jogador tem que jogar e lutar contra outros. Os itens podem ser melhorados no meio da partida para fornecer bônus de desempenho adicionais. O jogo foi anunciado em 5 de agosto de 2015. Paladins entrou em beta aberto em 16 de setembro de 2016 e foi lançado no Steam como um título de acesso antecipado no mesmo dia.

### Rogue Company
Rogue Company é um videogame de tiro em terceira pessoa multijogador gratuito para jogar desenvolvido pela First Watch Games. A Rogue Company entrou na versão beta fechada em junho de 2020 no Nintendo Switch, PlayStation 4, Xbox One e no Microsoft Windows através da Epic Games Store, e incluiu suporte completo para jogabilidade multiplataforma e progressão multiplataforma.

### Jetpack Fighter
Jetpack Fighter é um jogo de plataforma de alta velocidade gratuito para celular. O jogo foi lançado primeiro para iOS em 7 de janeiro de 2016, e os editores da Apple o destacaram como Melhor Jogo Novo. Em 27 de julho de 2016, o jogo foi lançado no Android. O jogo ganhou um metascore de 83.